# 마리나 김
마리나 예브게예브나 김(Марина Евгеньевна Ким, 1983년 8월 11일 ~)은 러시아의 뉴스 앵커이자 배우이다. 마리나 김은 아버지가 고려인이고 어머니가 러시아인인 고려인 3세로, 러시아의 국영방송인 RTR의 8시 뉴스 앵커를 맡은 바 있으며, 러시아의 각종 영화나 예능 프로그램에도 출연하였다.